# Ваду Моцилор (Алба)
Ваду Моцилор (рум. Vadu Moţilor) насеље је у Румунији у округу Алба у општини Ваду Моцилор. Општина се налази на надморској висини од 705 m.

## Становништво
Према подацима из 2002. године у насељу је живело 1558 становника, од којих су сви румунске националности.

### Хронологија
| Година       | 1992 | 1993 | 1994 | 1995 | 1996 | 1997 | 1998 | 1999 | 2000 | 2001 | 2002 | 2003 | 2004 | 2005 | 2006 | 2007 | 2008 | 2009 | 2010 | 2011 | 2012 | 2013 | 2014 | 2015 | 2016 | 2017 |
| ------------ | ---- | ---- | ---- | ---- | ---- | ---- | ---- | ---- | ---- | ---- | ---- | ---- | ---- | ---- | ---- | ---- | ---- | ---- | ---- | ---- | ---- | ---- | ---- | ---- | ---- | ---- |
| Становништво | 1667 | 1642 | 1597 | 1583 | 1586 | 1561 | 1545 | 1533 | 1546 | 1542 | 1532 | 1533 | 1520 | 1503 | 1492 | 1477 | 1467 | 1441 | 1422 | 1423 | 1408 | 1381 | 1382 | 1368 | 1369 | 1365 |